# Begonia radicans
Espèce
Synonymes
- Begonia digwilliana Carrière[1]
- Begonia fritz-muelleri Brade[1]
- Begonia glaucophylla Gower ex Hook.f.[1]
- Begonia limminghei Pynaert[1]
- Begonia procumbens Vell.[1]
- Begonia sandersii A.DC.[1]

Begonia radicans est une espèce de plantes de la famille des Begoniaceae. Ce bégonia est originaire du Brésil. L'espèce fait partie de la section Solananthera. Elle a été décrite en 1831 par José Mariano da Conceição Velloso (1742-1811). L'épithète spécifique radicans signifie « dont les tiges peuvent prendre racine ».

## Description

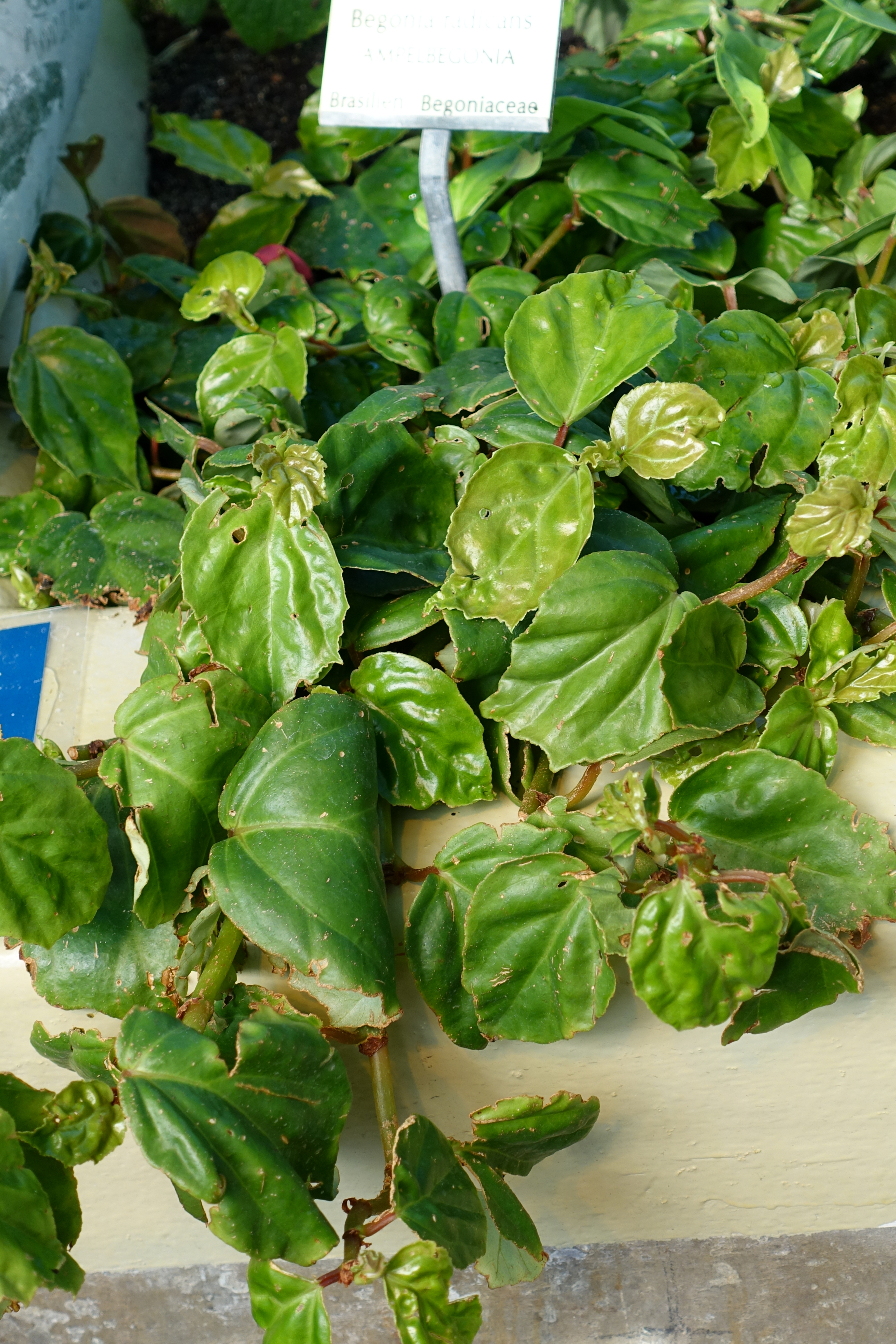
Begonia radicans cultivé au Bergianska trädgården de Stockholm, Suède.

## Répartition géographique
Cette espèce est originaire du pays suivant : Brésil.